# Semkath
Cette page contient des caractères spéciaux ou non latins. S’ils s’affichent mal (▯, ?, etc.), consultez la page d’aide Unicode.
Semkath (ܣ / ܤ) est la 15e lettre de l'alphabet syriaque.
Le caractère Unicode de ܣ est 0723 et celui de ܤ est 0724.